# Axel Reinhold Rosenqwist
Axel Reinhold Rosenqwist (i riksdagen kallad Rosenqwist i Sandsjö), född 31 oktober 1866 i Norra Sandsjö församling, död 10 juni 1929 i Norra Sandsjö församling, var en lantbrukare och politiker. Han var ledamot av riksdagens andra kammare 1913–1914. Tillhörde lantmanna- och borgarpartiet. Bodde 1913 på Sandsjö klockaregård klockaregård i Norra Sandsjö, senare bosatt på Hornaryds säteri i Norra Sandsjö.